# Tálín

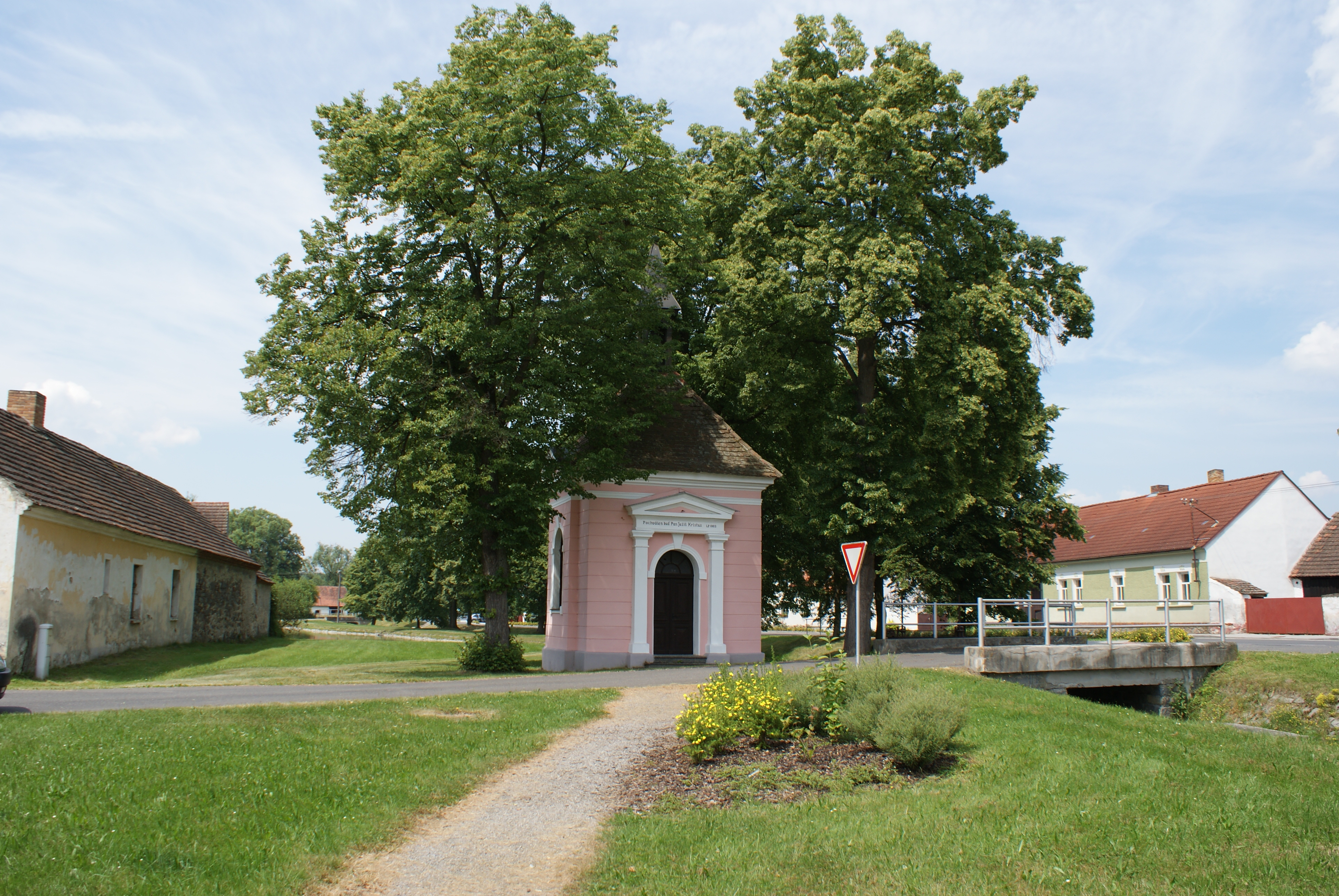
Kapelle des hl. Wenzel

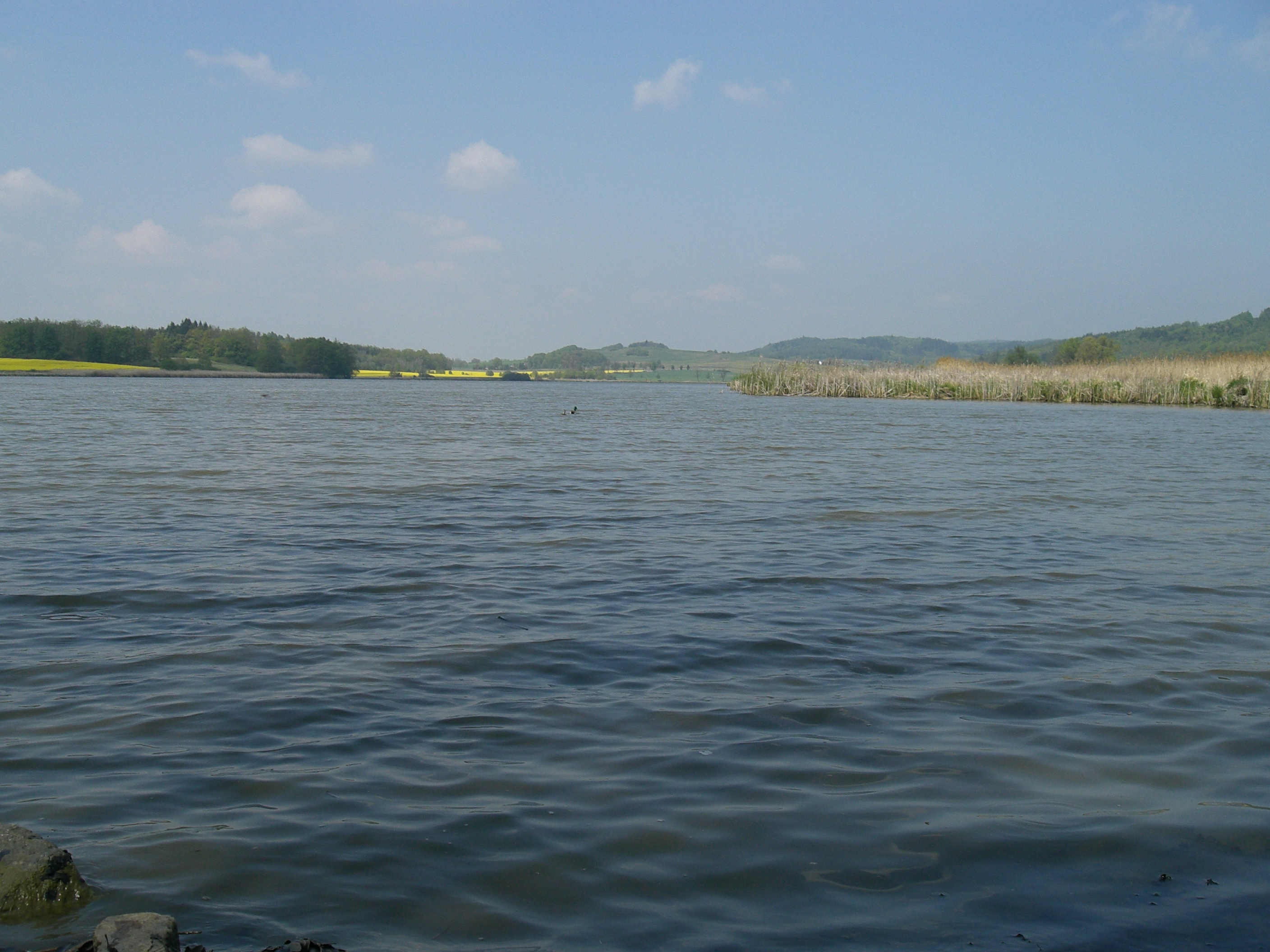
Blick über den Tálínský rybník auf Tálín

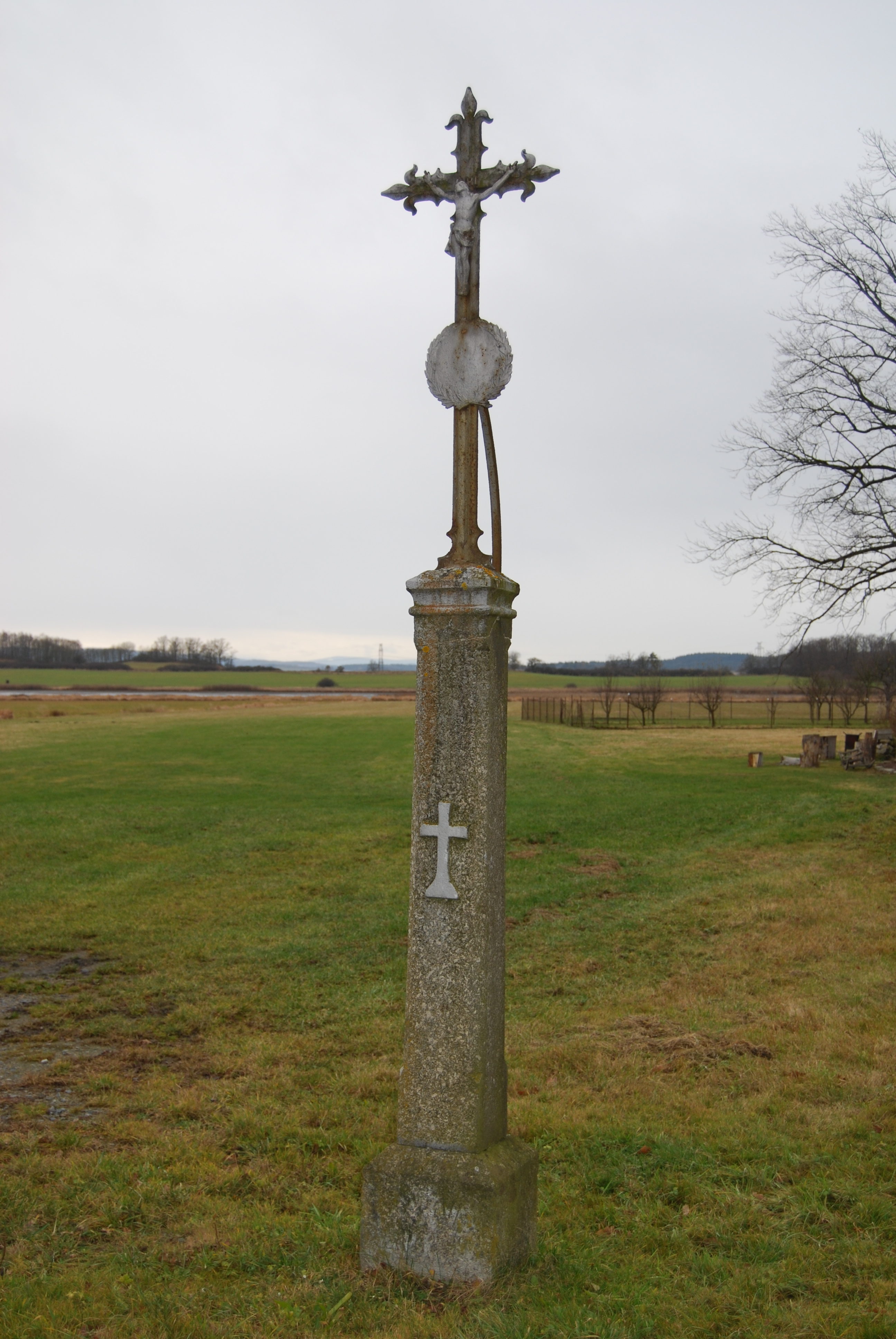
Wegekreuz in Tálín

Tálín, bis 1923 Talina (deutsch Talin) ist eine Gemeinde in Tschechien. Sie liegt neun Kilometer südöstlich von Písek in Südböhmen und gehört zum Okres Písek.

## Geographie
Tálín liegt am Ostufer des Teiches Tálínský rybník am Fuße der Písecké Hory (Píseker Berge). Durch das Dorf fließt der Bach Tálínský potok. Nördlich erhebt sich die Ostrý vrch (539 m), nordöstlich die Bytina (609 m) und der Pasecký vrch (625 m), im Südosten der Nuzovský vrch (497 m), südwestlich der Ve Hrubých (408 m) und Na Honzíkově (413 m). Gegen Osten liegen die Teiche Luh und Úlehle.
Nachbarorte sind Kocovna und Ostrý Vrch im Norden, Kukle und Bytina im Nordosten, Paseky im Osten, Nuzov, Medenice und Malé Chalupy im Südosten, Žďár im Süden, Myšenec, Klokočín und Maletice im Südwesten, U Vlasatých und Selibov im Westen sowie Smrkovice und Nový Dvůr im Nordwesten.

## Geschichte
Die erste schriftliche Erwähnung von Talina erfolgte in einer Urkunde König Wenzels I. vom 6. April 1253, in der die Feste und der Hof Talův dvůr als Besitz der Kreuzherren mit dem Roten Stern. Bis ins 14. Jahrhundert gehörte Talina zusammen mit Selibov und Maletice den Kreuzherren. Danach wechselten die Besitzer mehrfach, zu ihnen gehörten die Königsstadt Písek und die Herrschaft Frauenberg. Die älteste Nachricht über den Tálínský rybník findet sich 1515 in einem Vergleich zwischen Ondřej Sedlecký aus Talina mit den Protivíner Untertanen aus Žďár. Unter den Fürsten Schwarzenberg wurde Talina 1711 von Frauenberg abgetrennt und der näher gelegenen Herrschaft Protivín zugeordnet. An der Salzstraße befand sich im nördlichen Teil des Dorfes die Ausspanne Na spáleništi. Im Jahre 1840 bestand Talin aus 44 Häusern mit 319 Einwohnern. Im Ort bestanden ein Meierhof, eine Schäferei und ein Wirtshaus. Zu Talin gehörte die aus neun Häusern bestehende Dominikalansiedlung Kukle. Pfarrort war Mischenetz (Myšenec). Bis zur Mitte des 19. Jahrhunderts blieb das Dorf immer zur Allodialherrschaft Protiwin samt dem Fideikommissgut Radomielitz untertänig.
Nach der Aufhebung der Patrimonialherrschaften bildete Talina/ Talin ab 1850 einen Ortsteil der Gemeinde Myšenec/Mischenetz in der Bezirkshauptmannschaft Písek und dem Gerichtsbezirk Wodnian. Am 29. September 1881 wurde Talina aus der Gemeinde Myšenec nach Paseka umgemeindet und in den Gerichtsbezirk Písek überwiesen. Talina löste sich 1907 von Paseka los und bildete eine eigene Gemeinde. Der amtliche Ortsname Tálín wird seit 1924 verwendet. 1930 entstand die Bezirksstraße zwischen Nový Dvůr und Albrechtice nad Vltavou. 1961 wurde Paseky mit Nuzov und Kukle, und zum 1. Jänner 1976 auch Žďár eingemeindet. Nach einem Referendum lösten sich Žďár sowie Paseky und Nuzov zum 24. November 1990 wieder von Tálín los und bildeten eigene Gemeinden.
In der Gemeinde findet jährlich im Juli der Tálínský triatlon statt.

## Gemeindegliederung
Die Gemeinde Tálín besteht aus den Ortsteilen Kukle und Tálín (Talin).

## Sehenswürdigkeiten
- Kapelle des hl. Wenzel auf dem Dorfplatz, erbaut 1906
- Wegekreuz
- Kapelle in Kukle
- Kakteen- und Bonsaiausstellung von Rudolf Slaba
- Teich Tálínský rybník mit einer Wasserfläche von 52 ha, an seiner Süd- und Westseite befinden sich zwei mit alten Eichen bestandenen Dämme. Er dient primär der Fischzucht, wird aber auch als Badeteich genutzt. Bekannt wurde der Teich durch das populäre Volkslied "Už se ten Tálínskej rybník nahání", das von zwei in die Teichwärterstochter verliebten Burschen aus Maletice handelt, und u. a. von Helena Vondráčková im Duett mit Karel Gott interpretiert worden ist.